# Estúdio de animação

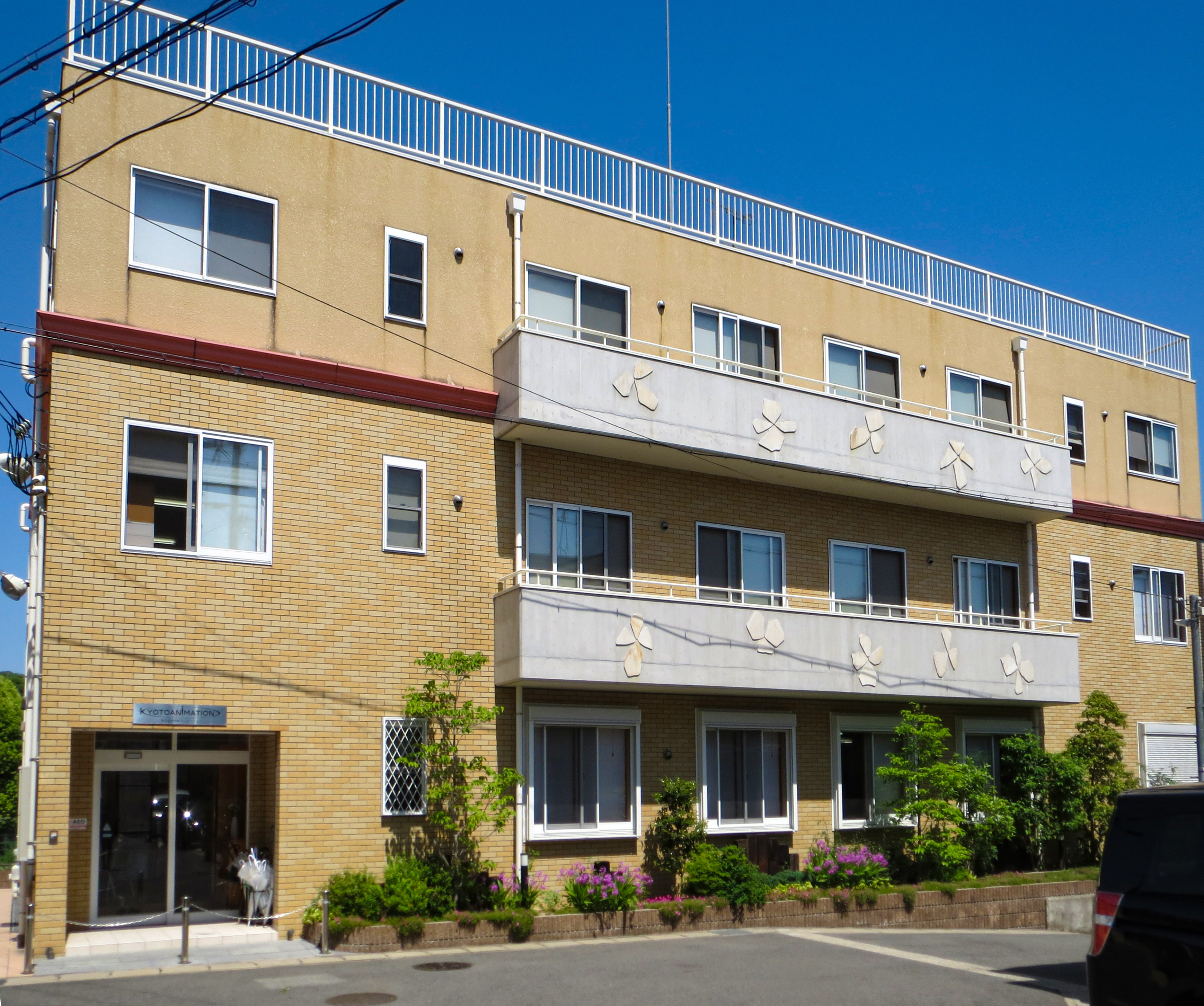
Kyoto Animation Studios, antes do incêndio criminoso de 2019

Um estúdio de animação é uma empresa que produz mídia animada. As empresas mais amplas concebem produtos para produzir, possuem o equipamento físico para produção, empregam operadores para esse equipamento e detêm uma participação importante nas vendas ou aluguel da mídia produzida. Eles também possuem direitos sobre merchandising e direitos criativos para personagens criados / mantidos pela empresa, assim como autores com direitos autorais. Em alguns casos iniciais, eles também detinham direitos de patente sobre métodos de animação usados em determinados estúdios que eram usados para aumentar a produtividade. No geral, são preocupações de negócios e podem funcionar como tal em termos legais.

## Estúdios americanos

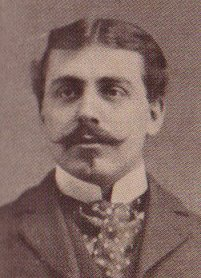
Raoul Barré

Winsor McCay era amplamente conhecido como o pai do desenho animado, depois de converter sua tira Little Nemo em um longa-metragem de 10 minutos, co-dirigindo-a junto com J. Stuart Blackton, lançado em 8 de abril de 1911. No entanto, a ideia de um estúdio dedicado a desenhos animados animadores foi liderado por Raoul Barré e seu estúdio, Barré Estúdio, co-fundada com Bill Nolan, batendo para fora o estúdio criado por JR Bray, Bray Productions, para a honra do primeiro estúdio dedicado à animação.
Embora tenha sido derrotado pelo posto de primeiro estúdio, o funcionário de Bray, Earl Hurd, inventou patentes projetadas para produzir em massa a produção do estúdio. Como Hurd não registrou essas patentes em seu próprio nome, mas as entregou a Bray, elas formaram a Bray-Hurd Patent Company e venderam essas técnicas por royalties a outros estúdios de animação da época. As patentes para sistemas de animação usando desenhos em folhas de celuloide transparentes e um sistema de registro que mantinha as imagens estáveis foram mantidas sob esta empresa. Bray também desenvolveu a divisão básica do trabalho ainda usada em estúdios de animação (animadores, assistentes, artistas de layout etc.).

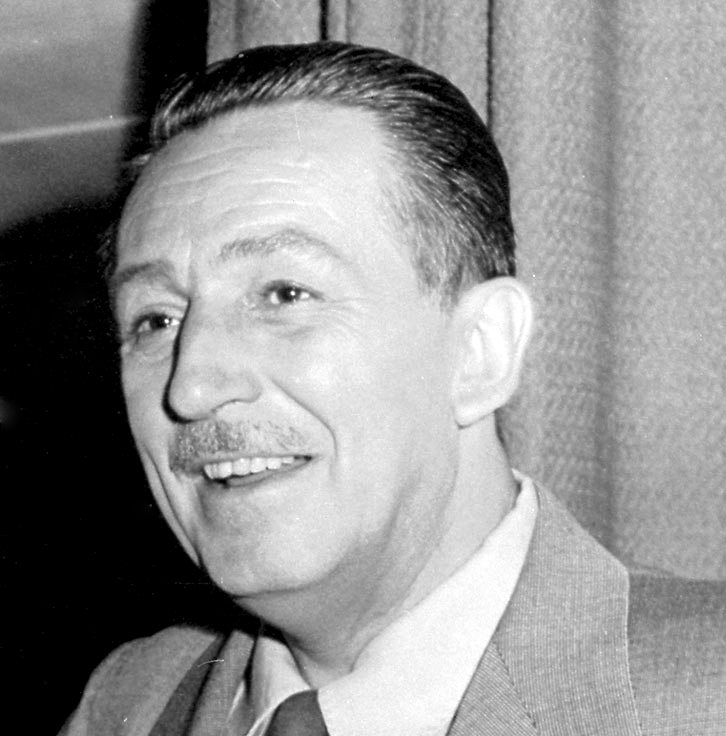
Walt Disney

O maior nome nos estúdios de animação durante esse período inicial era o Disney Brothers Animation Studio (agora conhecido como Walt Disney Animation Studios), cofundado por Walt e Roy O. Disney. Iniciado em 16 de outubro de 1923, o estúdio fez seu primeiro curta de animação, Steamboat Willie, em 1928, com muito sucesso crítico, embora a verdadeira inovação tenha sido em 1937, quando o estúdio conseguiu produzir um longa-metragem completo. filme de animação ou seja Branca de Neve e os Sete Anões, que lançaram as bases para outros estúdios tentarem fazer filmes completos. Em 1932, Flowers and Trees, uma produção da Walt Disney Productions e da United Artists, ganhou o primeiro Oscar de Melhor Curta-Metragem de Animação. Esse período, da década de 1920 à década de 1950 ou, às vezes, considerado de 1911 até a morte de Walt Disney em 1966, é conhecido como a Era Dourada da Animação Americana, pois incluía o crescimento da Disney e a ascensão da Warner Bros. Desenhos animados e o estúdio de desenho animado Metro-Goldwyn-Mayer como estúdios de animação de destaque. A Disney continuou liderando as proezas técnicas entre os estúdios por um longo tempo, como pode ser visto com suas realizações. Em 1941, Otto Messmer criou os primeiros comerciais de televisão animados para anúncios de botânica / boletins meteorológicos. Eles foram exibidos na NBC-TV em Nova York até 1949. Isso marcou as primeiras incursões de animação projetadas para a tela menor e foi seguida pela primeira série animada feita especificamente para a televisão, Crusader Rabbit, em 1948. Seu criador, Alex Anderson, teve que criar o estúdio 'Television Arts Productions' especificamente com o objetivo de criar esta série, pois seu antigo estúdio, Terrytoons, se recusou a fazer uma série para a televisão. Desde o Crusader Rabbit, no entanto, muitos estúdios veem isso como uma empresa lucrativa e muitos entraram no mercado televisivo desde então, com Bill Hanna refinando o processo de produção de animação televisiva em seu programa Ruff e Reddy. Foi em 1958 que o Huckleberry Hound Show reivindicou o título de ser o primeiro show de desenhos animados de meia hora totalmente novo. Isso, juntamente com o sucesso anterior com as séries Tom e Jerry, elevou o estúdio de animação de Hanna, Hanna-Barbera Productions, a dominar o mercado de animação de televisão norte-americano durante a segunda metade do século XX.
Em 2002, Shrek, produzido pela DreamWorks e Pacific Data Images, ganhou o primeiro Oscar de Melhor Animação. Desde então, a Disney / Pixar produziu o maior número de filmes para ganhar ou ser indicado ao prêmio.

### Mercado direto para vídeo
A animação direta ao vídeo viu um aumento, como conceito, nos mercados ocidentais. Com muitos personagens de quadrinhos recebendo suas versões das animações de vídeo originais do OVA, sob o título ocidentalizado de animações diretas ao vídeo, o mercado do OVA se espalhou para as casas de animação americanas. Embora o termo "direto ao vídeo" carregue conotações negativas nos mercados norte-americano e europeu, sua popularidade resultou em personagens de quadrinhos que vão de Hellboy, Lanterna Verde e Vingadores, a programas de televisão como Family Guy e Futurama, todos lançados diretamente animações em vídeo. A DC Comics lançou continuamente seus próprios filmes de animação com o único objetivo de venda no mercado de vídeo direto. Com as crescentes preocupações com a pirataria, a animação direta em vídeo pode se tornar mais popular em um futuro próximo.

### Tendências de propriedade
Com o crescimento da animação como indústria, as tendências de propriedade dos estúdios mudaram gradualmente com o tempo. Os estúdios atuais, como a Warner Bros. e os primeiros, como o Fleischer Studios, começaram a vida como pequenos estúdios independentes, sendo administrados por um grupo principal muito pequeno. Depois de comprados ou vendidos para outras empresas, eles finalmente se consolidaram com outros estúdios e se tornaram maiores. A desvantagem dessa configuração foi que agora havia um grande impulso para a lucratividade, com a gerência atuando como um amortecedor para a criatividade desses estúdios, continuando mesmo no cenário atual.
Atualmente, os estúdios de animação independentes buscam garantir a integridade artística assinando grandes estúdios de animação em contratos que lhes permitem licenciar filmes, sem serem direcionados pelos estúdios maiores. Exemplos dessa cooperação são as joint ventures entre a DreamWorks e a Paramount Pictures e a Blue Sky Studios e a 20th Century Studios.

## Estúdios japoneses

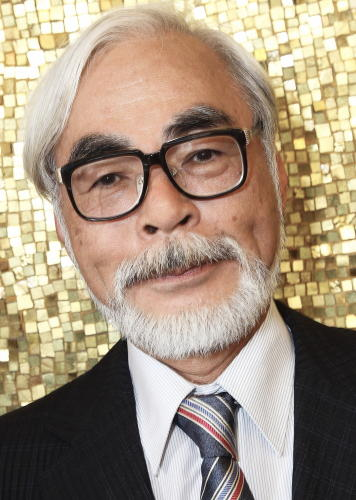
Hayao Miyazaki

O primeiro exemplo conhecido de animação japonesa, também chamado anime, é datado de 1917, mas levaria até 1956 para a indústria de animação japonesa adotar com sucesso o formato de estúdio usado nos Estados Unidos. Em 1961, essas produções começaram a ser exibidas nos EUA. A Toei Animation, formada em 1948, foi o primeiro estúdio de animação japonês de importância e viu a redução de animadores como artistas independentes de anime.
Após a formação da Toei Animation Co. Ltd. em 1948, os estúdios japoneses produziram pequenos trabalhos de animação. Mas com o lançamento do primeiro longa-metragem teatral de Toei, O Conto da Serpente Branca, lançado em outubro de 1958, a indústria de animação no Japão veio aos olhos do público em geral.

### Animação tradicional
A animação tradicional emprega o uso de quadros desenhados à mão. Os estúdios de animação tradicionais sofreram um declínio nos últimos anos devido ao aumento do uso de computadores e algumas empresas, como o Walt Disney Animation Studios, passaram da animação tradicional para as imagens geradas por computador. No entanto, a animação tradicional ainda é amplamente utilizada no mundo dos desenhos animados e anime. Estúdios notáveis que se especializam nesse estilo incluem Studio Ghibli e Cartoon Network Studios.

### Animação em stop-motion
A animação em stop motion usa objetos que são movidos e fotografados de forma incremental para criar uma ilusão de movimento quando os quadros resultantes são reproduzidos. Estúdios notáveis especializados neste estilo de animação incluem Aardman Animations e Laika.

### Animação em computador 3D
A animação 3D é a mais nova das técnicas de animação, usando a assistência de computadores e software, como o Houdini, para criar modelos 3D que são manipulados e renderizados para criar movimento. Os estúdios notáveis incluem Pixar Animation Studios e Blue Sky Studios.